# Ginet
Ginet herbu Zaremba (ur. w XIV w., zm. w XV w.) – bojar litewski, adoptowany podczas unii horodelskiej (1413).
Nosił nazwisko patronimiczne Konczewicz.

## Życiorys
Ginet (Gyneoth) był bojarem żmudzkim z danego powiatu ejragolskiego, którego po raz pierwszy spotykamy w dokumentach historycznych z 1390 roku, wśród otoczenia w. ks. lit. Witolda, zawierającego wówczas pakt z zakonem krzyżackim.
Po raz kolejny spotykamy Gineta (Kineit) na akcie poręki za niejakiego Bratoszę Kojlutowicza, w końcu XIV lub XV wieku, a w 1401 roku występuje wraz ze swoim synem, Milusem na akcie unii wileńskiej.

W 1413 roku podczas unii horodelskiej doszło do przyjęcia przez polskie rodziny szlacheckie, bojarów litewskich wyznania katolickiego (tzw. adopcja herbowa). Jednym z ważniejszych dowodów tamtego wydarzenia jest istniejący do dziś dokument, do którego przyczepione są pieczęcie z wizerunkami herbów szlacheckich. W dokumencie tym pojawia się również Ginet, który został adoptowany przez przedstawicieli Zarembów.

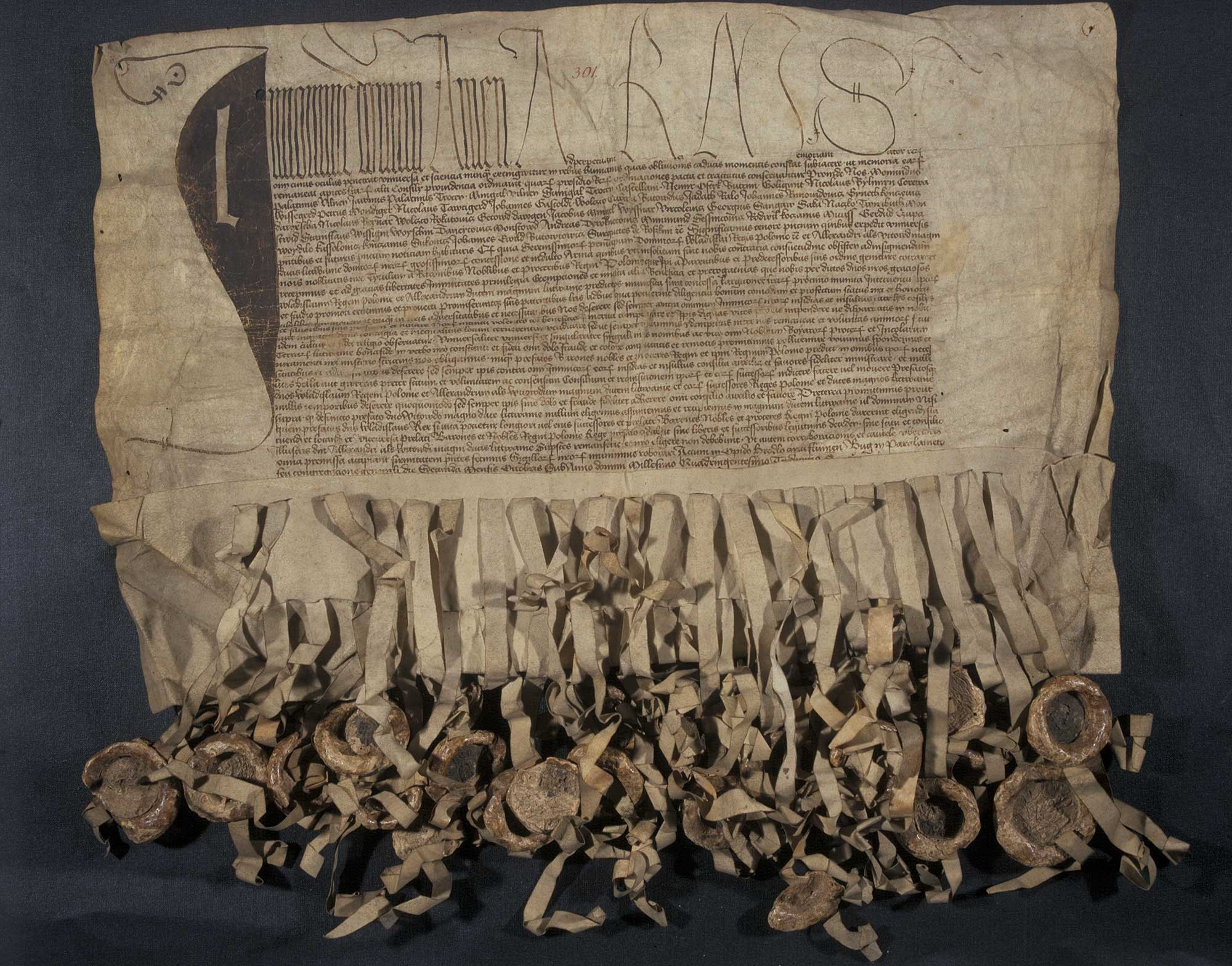
Dokument unii horodelskiej z 1413 roku z przyczepionymi pieczęciami

Ostatni raz spotykamy go z tytułem dzierżawcy kowieńskiego na akcie unii trockiej z 1433 roku.
W poł. XV w. pojawia się również niejaki Ginejt, jednakże nie jest on prawdopodobnie identyczny z omawianym bojarem.

### Życie prywatne
Z uwagi na popularne w ówczesnych czasach w Wielkim Księstwie Litewskim, nazwiska patronimiczne (czyli nazwiska utworzone na podstawie imienia ojca), można wywnioskować, że jego ojciec nosił imię Koncza. Polski historyk, Władysław Semkowicz, spekuluje, że być może było to odpowiednik imienia Konrad, jednakże nie ma co do tego pewności. O Konczy nie zachowały się do dziś żadne źródła historyczne.
Miał syna o imieniu Milus.
Jest spokrewniony z Olechnem, Andruszkiem i Iwaszkiem Dowojnowiczami, bojarami, którzy do aktów unii trockiej i grodzieńskiej przywiesili pieczęcie z herbami Zaremba.

## Genealogia
Genealogia rodzinna została utworzona na podstawie fragmentu Władsyława Semkowicza w Roczniku Polskiego Towarzystwa Heraldycznego we Lwowie.

| Koncza | Koncza | Koncza | Koncza | Koncza | Koncza |  |  | Ginet | Ginet | Ginet | Ginet | Ginet | Ginet |  |  | Milus | Milus | Milus | Milus | Milus | Milus |  |  |
| Koncza | Koncza | Koncza | Koncza | Koncza | Koncza |  |  | Ginet | Ginet | Ginet | Ginet | Ginet | Ginet |  |  | Milus | Milus | Milus | Milus | Milus | Milus |  |  |